# 黃燕燕
拿督斯里黃燕燕医生（1946年4月8日—），马来西亚政治人物，马华公会副总会长、前妇女组主席，曾任馬來西亞财政部副部长，婦女、家庭及社會發展部長、旅游部长及彭亨劳勿国会议员等职。
黄燕燕是马来西亚第一位华裔女性部长，也是马华公会第一位经党员投票当选的女性副会长。她在双林党争中支持由总会长林良实所领导的A队。

## 出生与学历
1946年4月8日，黄燕燕出生于吉兰丹州哥打巴鲁，祖籍福建南安。马来亚大学医学士（外科），美国约翰霍普金斯大学生殖医学文凭，美国哈佛大学肯尼迪商学院硕士，2012年更因为对旅游发展、国家建设的贡献和促进城西大学与马来西亚的交流而获得日本城西国际大学荣誉博士。

## 从政经历
黄燕燕曾任马来西亚文化、艺术及旅游部副部长，马来西亚财政部副部长、马来西亚妇女、家庭与社会发展部部长、彭亨州劳勿区国会议员、马来西亚旅游部长。
在马华基层内，他曾担任彭亨州妇女组主席，全国妇女组主席，副主席，吉兰丹州联委会主席，槟州联委会主席。

## 争议

### 澳洲居留权
担任马来西亚上议院议员时，黃燕燕曾因持澳州居留权而遭政治对手质疑不“爱国”。
2003年3月14日，黄燕燕针对报章报道她取得澳洲居留权一事发文告说，她拥有双重国籍的问题不存在，并对别人重提10年前旧事感到无奈和不可思议。她说，早在1995年，当她担任上议员的第二年，由于比较少去澳洲照顾孩子，她已决定放弃放弃当地的永久居留权。
针对此事，马华总会长林良实说，会长理事会已讨论此事，鉴于黄燕燕早已拒绝澳洲居留权，而且这是过去的事，所以会长理事会否决把她交给纪律委员会处理的动议。

### 性感睡衣论
2007年12月30日，黄燕燕因发表鼓励女性穿戴性感内衣取悦夫君与鼓励男人购买钻石戒指买老婆开心的争议性言论而被批评。

### 旅游部Facebook事件
2011年6月15日，反对党议员于国会质疑旅游部耗费180万马币（约60万美元）开设Facebook网页一事，黄燕燕回应表示180万经费实际是旅游部委托私人承包商（Impact Creation Sdn Bhd）于社交网络为6个不同的旅游部活动宣传，并质疑反对党议员有意“误导人民”。部落格作家Syed Gaddafi指出这家承包商乃是有前马来西亚首相马哈迪·莫哈末背景的私人企业。